# Sein und Zeit

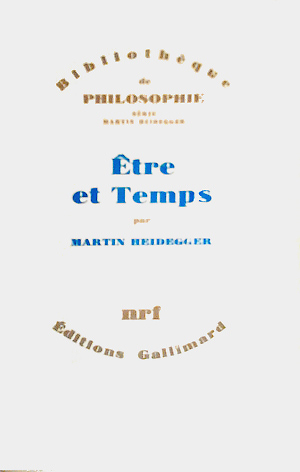
Umschlag der französischen Ausgabe von Sein und Zeit (Éditions Gallimard).

Sein und Zeit ist das Hauptwerk der frühen Philosophie von Martin Heidegger (1889–1976). 1927 erschienen, gehört es seitdem zu den Jahrhundertwerken der Philosophie im 20. Jahrhundert.
Heidegger versucht anhand des Buchs, die philosophische Lehre vom Sein (Ontologie) auf ein neues Fundament zu stellen. Dazu vereint er zunächst unterschiedliche methodische Strömungen seiner Zeit, um dann mit ihnen sukzessive die traditionellen philosophischen Auffassungen als verfehlt darzustellen (zu „destruieren“). Die philosophischen Vorurteile prägen nach Heidegger nicht nur die gesamte abendländische Geistesgeschichte, sondern bestimmen auch das alltägliche Selbst- und Weltverständnis.
Das Werk, das häufig als SZ, seltener SuZ abgekürzt wird, gilt als Anstoß der modernen Hermeneutik und Existenzphilosophie und prägt bis heute die internationale philosophische Diskussion. Es ist grundlegend für ein Verständnis der Hauptwerke von Philosophen wie Jean-Paul Sartre, Hans-Georg Gadamer, Hans Jonas, Karl Löwith, Herbert Marcuse und Hannah Arendt. Einflüsse und Anreize empfingen außerdem die Philosophen Maurice Merleau-Ponty und Emmanuel Levinas sowie die japanische Kyōto-Schule um Kitarō Nishida. In der Psychoanalyse griffen Ludwig Binswanger, Medard Boss und Jacques Lacan seine Ideen auf. Der französische Strukturalismus und Poststrukturalismus, Dekonstruktion und Postmoderne verdanken Heidegger entscheidende Anregungen.

## Überblick

### Thema

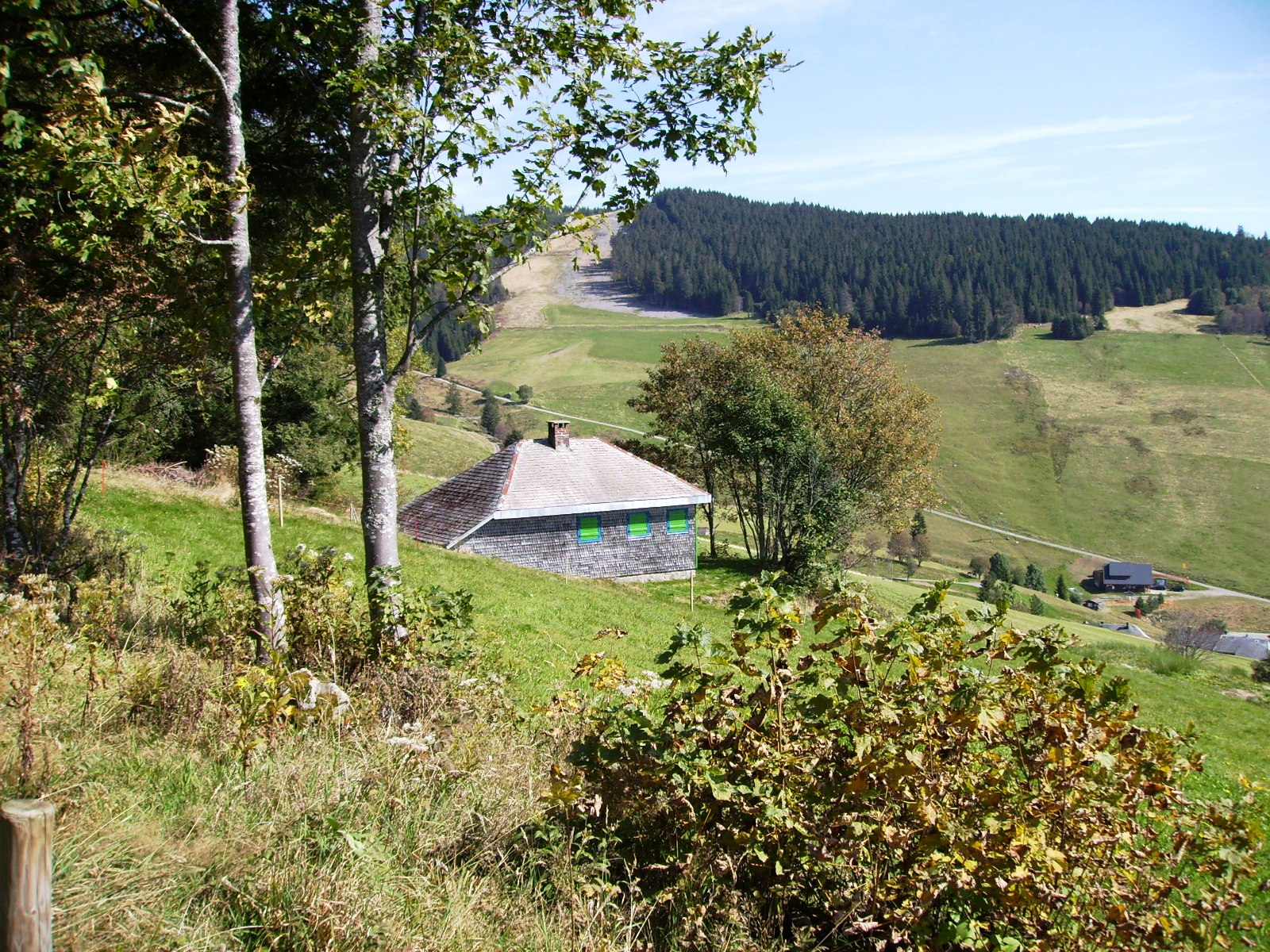
Heideggers Hütte in Todtnauberg, wo Sein und Zeit geschrieben wurde.

Thema der Abhandlung ist die „Frage nach dem Sinn von Sein überhaupt“. Heidegger fragt einerseits nach dem Sein, also dem, was ist. Wenn er zugleich nach dessen Sinn fragt, dann bedeutet das, dass die Welt keine formlose Masse ist, sondern es in ihr sinnhafte Bezüge zwischen einzelnem Seienden gibt. Das Sein besitzt in seiner Mannigfaltigkeit eine gewisse Einheitlichkeit. Alles, was ist, scheint durch solche sinnhaften Bezüge strukturiert und in seinem Sein bestimmt zu sein. So gibt es beispielsweise einen Bezug zwischen Hammer und Nagel und dem Menschen, der diese Dinge für seine Zwecke benutzt. Mit der „Frage nach dem Sinn von Sein überhaupt“ zielt Heidegger nun darauf ab, die allen einzelnen sinnhaften Bezügen des täglichen Lebens zugrunde liegenden Beziehungen freizulegen. Die Frage ist also nicht einfach gleichbedeutend mit der Frage nach dem Sinn des Lebens. Auch unterscheidet sie sich von der Frage nach einem (letzten) Seinsgrund (Warum ist überhaupt etwas und nicht vielmehr nichts?)
Zwar hat die abendländische Philosophie, so Heidegger, in ihrer Tradition verschiedene Antworten darauf gegeben, was sie unter Sein versteht, sie hat die Seinsfrage jedoch nie so gestellt, dass sie nach dem Sinn des Seins fragte, also die dem Sein eingeschriebenen Beziehungen untersuchte. Heidegger kritisiert am bisherigen Verständnis, dass Sein stets wie etwas einzelnes Seiendes, etwas Vorhandenes beschrieben worden sei. Die bloße Vorhandenheit lässt jedoch noch keine Bezüge verstehen: Allein durch die Feststellung, dass etwas ist, lässt sich nicht verstehen, was etwas ist. Nimmt man den Hammer bloß als vorhandenes Stück Holz und Eisen, lässt sich von hier aus noch nicht sein Bezug zum Nagel verstehen.
Diese Verfehlung der philosophischen Tradition liegt für Heidegger vor allem darin begründet, dass bei einer Vorstellung des Seins als etwas Vorhandenem der Bezug zur Zeit vollkommen außer Acht gelassen wird. Bei einer Bestimmung des Seins als beispielsweise Substanz oder Materie wird das Sein nur in Bezug auf die Gegenwart vorgestellt: Das Vorhandene ist gegenwärtig, jedoch ohne dass es Bezüge zu Vergangenheit und Zukunft hätte. Heidegger möchte im Verlauf der Untersuchung beweisen, dass die Zeit eine wesentliche Bedingung für ein Verständnis des Seins ist, da sie – vereinfacht gesagt – einen Verständnishorizont darstellt, auf dessen Grundlage die Dinge in der Welt erst sinnhafte Bezüge zwischen einander ausbilden können. So dient beispielsweise der Hammer dazu, Nägel in Bretter zu schlagen, um ein Haus zu bauen, das dem Menschen zukünftig Schutz vor kommenden Unwettern bietet. Es lässt sich also nur im Bezug zum Menschen und im Gesamtzusammenhang einer zeitlich strukturierten Welt verstehen, was der Hammer außer einem vorhandenen Stück Holz und Eisen ist.
Diese Nichtbeachtung der Zeit für das Verständnis des Seins möchte Heidegger in Sein und Zeit berichtigen, woraus sich der Titel des Werks erklärt. Dabei geht es ihm nicht allein um eine Korrektur der Philosophiegeschichte: Die Verfehlungen in der Philosophie sind vielmehr für das abendländische Denken insgesamt auszeichnend, weshalb Heidegger mit seiner Untersuchung auch zu einem neuen Selbstverständnis des Menschen gelangen möchte.
Das Denken muss dafür anhand neuer Grundlagen verstanden werden. Wenn als Fundament all dessen, was ist, aus genannten Gründen nicht mehr die Materie angenommen werden kann (wie es etwa der Materialismus tut), dann muss Heidegger für seine Seinslehre ein neues Fundament finden. Wegen dieses Vorhabens nennt er den in Sein und Zeit vorgestellten Ansatz auch „Fundamentalontologie“: In Sein und Zeit soll also die Ontologie auf ein neues Fundament gestellt werden. Auch wenn Heidegger später von seinem hier gewählten Ansatz abrückt, bestimmt der Versuch der Klärung eines ursprünglichen Sinns von Sein Heideggers Lebenswerk weit über Sein und Zeit hinaus.

### Entstehung
Sein und Zeit wurde unter Zeitdruck abgefasst. Heidegger war seit 1923 als außerordentlicher Professor in Marburg tätig, hatte jedoch seit fast zehn Jahren nichts mehr veröffentlicht. Wenn er auf einen Ruf nach Freiburg hoffen wollte, musste er etwas vorlegen. Dazu verdichtete er das in seiner Lehrzeit geschaffene Material und ordnete es systematisch. Im Rahmen der seit 1975 erscheinenden Heidegger-Gesamtausgabe lässt sich der Weg, der zu Sein und Zeit führte, sehr gut nachvollziehen. Es zeigt sich hier, wie Jahre der Vorarbeit in Sein und Zeit eingehen. Auch die Vorlesung Grundprobleme der Phänomenologie von 1927 nimmt viele Ideen in anderer Form vorweg. Der erste Teil von Sein und Zeit erschien 1927 unter dem Titel Sein und Zeit. (Erste Hälfte) im achten Band des von Edmund Husserl herausgegebenen Jahrbuch für Philosophie und phänomenologische Forschung. Ein zweiter Teil erschien nicht, das Werk blieb Fragment.

### Einflüsse
Sein und Zeit zeigt in seiner streng durchkonzipierten Form, wie anhand von einzelnen Passagen, die explizit Ausführungen Immanuel Kants kommentieren, starke Bezüge zur Kritik der reinen Vernunft von Kant, mit dessen Werk sich Heidegger verschiedentlich vor und nach der Abfassung seines Hauptwerks auseinandergesetzt hat. Kaum konzeptionell, jedoch ebenfalls für Sein und Zeit einflussreich sind Metaphysik und Nikomachische Ethik des Aristoteles, mit denen sich Heidegger bereits seit seiner Lektüre von Brentanos Dissertation Von der mannigfachen Bedeutung des Seienden nach Aristoteles beschäftigte. Begriffe Heideggers wie „Vorhandenheit“, „Zuhandenheit“ und „Dasein“ lassen eine Anlehnung an die aristotelischen Termini theoria, poiesis und praxis erkennen. Inwieweit Sein und Zeit auf Heideggers Auslegungen von Aristoteles beruht, macht eine frühe Skizze Heideggers, der sogenannte Natorp-Bericht, deutlich.
Die Phänomenologie Husserls ist für Heidegger die grundlegende Methode der Untersuchung, wenngleich er an ihr einige Änderungen vornimmt. Für Heidegger gerät Husserl in eine Aporie, wenn er einerseits die Weltzugehörigkeit des Ichs und andererseits die gleichzeitige Konstituierung der Welt durch das Ich herausstellt. Heidegger versucht, diese Subjekt-Objekt-Spaltung (Ich als Subjekt der Welt gegenüber ich als Objekt in der Welt) radikal zu überwinden: Die Welt steht Heideggers Subjekt, dem Dasein, nicht gegenüber, sondern „gehört zum Dasein“.
Heidegger selbst sah seinen ontologischen Ansatz in scharfem Kontrast zur philosophischen Anthropologie, die in etwa gleichzeitig in den Werken Max Schelers und Helmuth Plessners in Erscheinung getreten ist. Auch zu Wilhelm Dilthey und Georg Simmel und ihren Arbeiten zur geschichtlichen Seite des Menschseins, zu dessen Vergänglichkeit und Hinfälligkeit, grenzt sich Heidegger auf besondere Weise ab: Er versucht, sowohl die ungeschichtliche Phänomenologie und deren vermeintliche Verfehlung der Faktizität des Lebens zu umschiffen, als auch den zum Relativismus neigenden Historismus. Verschiedene Interpreten haben darauf hingewiesen, dass sich Heidegger dazu wohl auf seine in vorangehenden Arbeiten entwickelte Analyse der frühchristlichen Lebenserfahrung stützt, wie er sie bei Paulus, Augustinus und dem frühen Martin Luther findet. Heideggers hermeneutischer Zugang zeigt sich trotz allem der Formulierung Diltheys verpflichtet: „Hinter das Leben kann das Denken nicht zurückgehen.“
Des Weiteren beeinflusste die Existenzphilosophie des dänischen Philosophen Sören Kierkegaard – hier vor allem die Analyse der Angst – Heideggers Werk. Heidegger setzt sich außerdem mit dem Zeitbegriff Hegels auseinander, an dem er die Verfehlungen einer in der Cartesisch-Kantschen Tradition stehenden Philosophie erläutert.

### Aufbau
Das schließlich veröffentlichte Buch umfasst nur eine Einleitung und die ersten beiden Teile des ersten Bands, mehr wurde von Heidegger zunächst nicht ausgearbeitet. In den 30er-Jahren gab Heidegger diese Arbeit ganz auf. Ein Hinweis darauf, dass das unvollendete Werk Fragment bleiben wird, findet sich jedoch erst in der 7. Auflage von 1953, in der der Titelzusatz „Erste Hälfte“ weggelassen wurde.
Dem ursprünglichen Plan zufolge sollte Sein und Zeit aus zwei Bänden bestehen, die sich wiederum in je drei Teile gliederten:

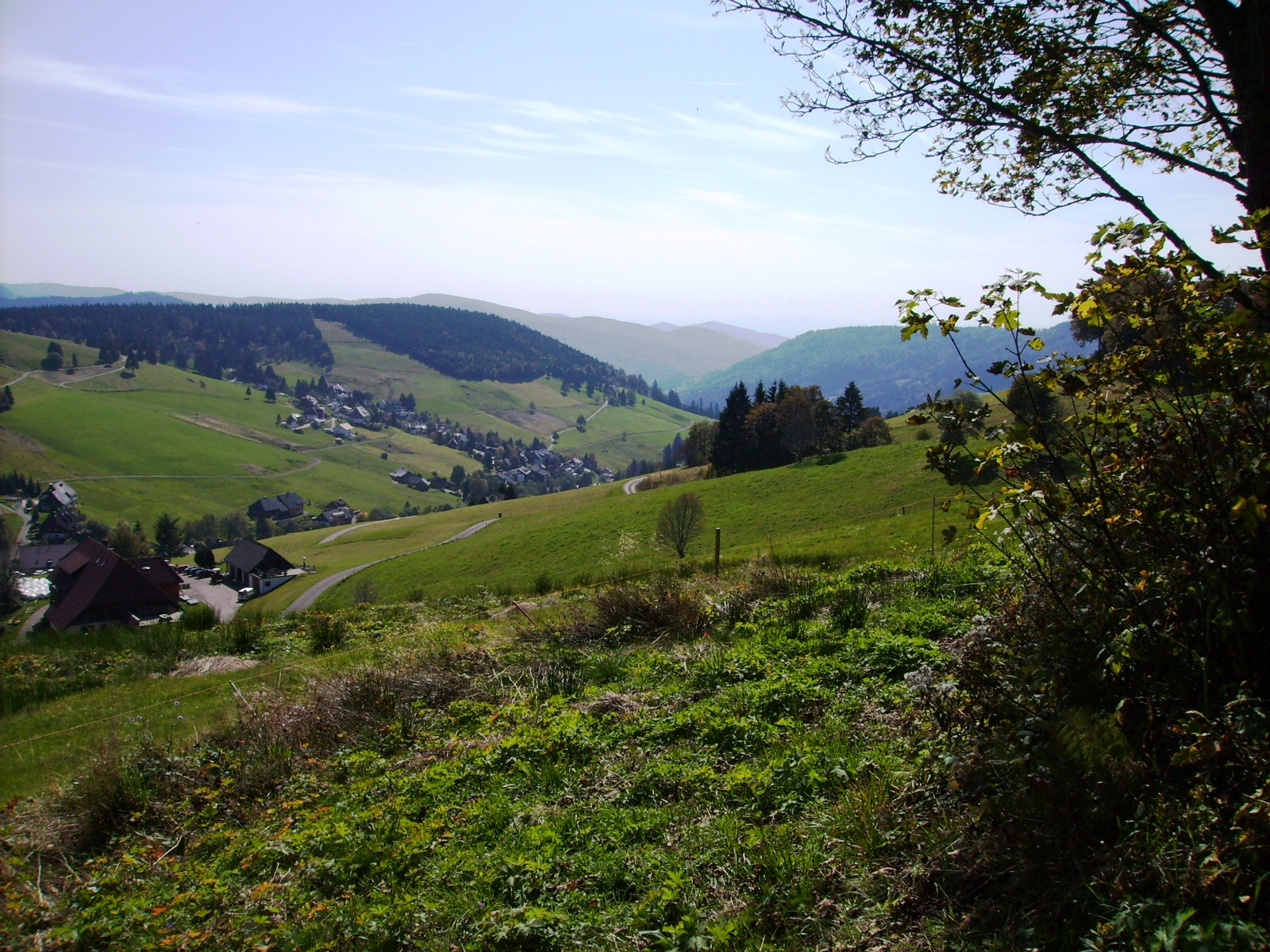
Blick von Heideggers Hütte über das Todtnauer Land.

1. Die Interpretation des Daseins anhand der Zeitlichkeit und die Explikation der Zeit als des transzendentalen Horizonts der Frage nach dem Sinn vom Sein
  1. Die vorbereitende Fundamentalanalyse des Daseins
  2. Dasein und Zeitlichkeit
  3. Zeit und Sein
2. Grundzüge einer phänomenologischen Destruktion der Geschichte der Ontologie
  1. zu Kant
  2. zu Descartes
  3. zu Aristoteles

Aus dieser Gliederung ist zu erkennen, wie die Untersuchung verläuft: Heidegger beginnt (Teil 1.1.) mit einer Analyse des Verhältnisses von Mensch („Dasein“) und Welt, der „Fundamentalanalyse des Daseins“ (Fundamentalontologie). Hier werden die sogenannten „Existenzialien“ des Daseins freigelegt. Von diesen her erarbeitet Heidegger eine Bestimmung des Daseins als Struktur, die er „Sorge“ nennt. Die Interpretation der „Sorge“ (Teil 1.2.) erweist als ihren „Sinn“ die „Zeitlichkeit“.
Der anschließende Teil (1.3.) hätte auf diesem Zwischenergebnis aufgebaut und den Bogen von der Zeitlichkeit hin zur Zeit und von dieser zum Sinn von Sein überhaupt spannen sollen, um letztlich zur Ausgangsfrage zurückzukehren. Mit der so gewonnenen Erkenntnis sollten in einem weiteren Schritt andere Philosophien „destruiert“ werden, wozu es in dem Fragment gebliebenem Werk nicht mehr kommt. Heidegger wandte sich später vom fundamentalontologischen Ansatz ab, was er seine „Kehre“ nannte und suchte einen anderen Zugang zur Seinsfrage. Zwischen seinen späteren Schriften (etwa dem Aufsatz Zeit und Sein von 1962) und Sein und Zeit lassen sich gleichwohl viele Verbindungen ziehen. Wie Kontinuität und Brüche in Heideggers Werk letztlich zu beurteilen sind, ist in der Forschung umstritten. Ebenso umstritten sind die Rekonstruktionsversuche hinsichtlich des nicht erhaltenen Werkteils durch verstreute Äußerungen und Texte (etwa die Grundprobleme der Phänomenologie) und deren Interpretationsmöglichkeiten.

## Grundbegriffe des Werkes

### Sein und Seiendes
Grundlegend für den Heideggerschen Zugriff auf die Seinsproblematik ist die Unterscheidung von Sein und Seiendem, die Betonung der ontologischen Differenz zwischen beidem. Mit Sein bezeichnet Heidegger – vereinfacht gesagt – den Verständnishorizont, auf dessen Grundlage erst die Dinge in der Welt, das Seiende, begegnen können. Wird das Sein zum Beispiel im Rahmen der christlichen Theologie aufgefasst, dann erscheint vor diesem Hintergrund alles Seiende als von Gott geschaffen. Dabei vertritt Heidegger den Standpunkt, dass das Sein (der Verständnishorizont) bis in seine Gegenwart hinein nicht explizit thematisiert wurde. Nach Heidegger führt dies seit der klassischen Ontologie der Antike zu einer Verwechslung von Sein und Seiendem.
Das Sein ist jedoch nicht nur der nicht thematisierte Verständnishorizont, sondern bezeichnet auch das, was ist, hat also eine ontologische Dimension. Man könnte sagen, Heidegger setzt Verstehen mit Sein gleich, was bedeutet: Nur was verstanden wird, ist auch, und das, was ist, ist immer schon verstanden, da Seiendes nur vor dem Hintergrund des Seins erscheint. Dass etwas ist und was etwas ist, geht also stets miteinander einher. Damit wird auch die Bedeutung der Zeit für eine Bestimmung des Seins verständlich, insofern sich Zeit als Bedingung für jegliches Verstehen erweist.
Eine zentrale Verfehlung der klassischen Ontologie ist nach Heidegger, dass sie die ontologische Frage nach dem Sein vermittels des bloß ontischen Seienden gestellt hat. Unter Missachtung der ontisch-ontologischen Differenz führe sie also das Sein auf Seiendes zurück. Durch diese Rückführung verstellt sie, so Heidegger, das Sein des Seienden. Als Beispiel mag wieder der Hammer dienen: Geht man davon aus, dass nur Seiendes in Form von Materie ist, dann wird man auf die Frage, was ein Hammer ist, antworten: „Holz und Eisen“. So kann jedoch niemals verstanden werden, dass der Hammer doch „das Ding zum Hämmern“ ist. Auch die Selbstauffassung des Menschen bleibt davon laut Heidegger nicht verschont. Das hat den Grund darin, dass der Mensch sein Verstehen an der Welt und den Dingen in ihr schult. Will er sich nun selbst verstehen, dann rückprojiziert er das an der Welt gewonnene Verständnis des Seins (also etwa „die Welt besteht aus Dingen“) auf sich und fasst sich selbst als Ding auf. Dem stellte Heidegger seine Auffassung des Menschen als Existenz entgegen, die betont, dass der Mensch kein Ding ist, sondern nur im Lebensvollzug existiert.
Die Missachtung der ontologischen Differenz ist somit für Heidegger der Grund, warum in der Tradition Sein oftmals nur als bloße Vorhandenheit (von Dingen oder Materie) thematisiert wurde. Um diesen Fehler zu vermeiden, wird Heidegger statt von Dingen auszugehen, denjenigen in den Blick bringen, der die Frage nach dem Sein stellt, nämlich den Menschen als Dasein.
Die Sein und Zeit zugrundeliegende scharfe Trennung zwischen ontischen und ontologischen Bestimmungen führt zu einer Verdopplung der Begrifflichkeit: zahlreiche Begriffe des Werkes treten daher in einer ontischen und einer ontologischen Bedeutung auf. Dass Alltagssprache und die philosophische Begrifflichkeit der Tradition hier nicht unterscheiden, ist ein Umstand, der in der Rezeption von Sein und Zeit oft zu Missverständnissen geführt hat.
| Ontischer Begriff / Bestimmung                     | Ontologischer Begriff / Bestimmung |
| -------------------------------------------------- | ---------------------------------- |
| Seiendes                                           | Sein                               |
| Mensch                                             | Dasein                             |
| existenziell                                       | existenzial                        |
| Stimmung                                           | Befindlichkeit                     |
| Sprache                                            | Rede                               |
| „Welt“ (mit Anführungszeichen: Summe des Seienden) | Welt (in ihrer Weltlichkeit)       |

Insofern die Verwechslung von ontischen Bestimmungen und Ontologie auch der bisherigen Metaphysik zugrunde liegt (vgl. Seinsvergessenheit), steht Sein und Zeit im Ansatz für eine Destruktion aller bisherigen Ontologie und Metaphysik, ein Anspruch, der aufgrund der Unabgeschlossenheit des Werkes letztlich nicht ganz eingelöst werden kann, den aber der spätere Heidegger nach Sein und Zeit nochmals auf andere Weise radikalisiert.

### Dasein
Dasein als Ausgangsbegriff anstelle des bereits vielfach ausgelegten und kategorisierten Begriffs Mensch

Der vielleicht wichtigste Begriff des Werks ist Dasein; so nennt Heidegger das Seiende, das „je ich selbst bin“. Den naheliegenden Ausdruck Mensch vermeidet er, weil er sich von der traditionellen Philosophie und ihren Urteilen abgrenzen will. Unter Dasein soll nicht eine allgemeine Kategorie Mensch verstanden werden, über die jeder bereits theoretische Vorurteile hegt, der neue Begriff soll die Möglichkeit eröffnen, die Philosophie an die unmittelbare Lebenserfahrung des Einzelnen rückzubinden. Zugleich ermöglicht der Begriff eine Abgrenzung zur an Kant orientierten Erkenntnistheorie. Heidegger geht in seiner Untersuchung nicht von einem erkennenden Subjekt aus, sondern von einem verstehenden Dasein. Damit verlagert sich die Frage danach, wie das Subjekt die Gegenstände erkennt, dahingehend, welche sinnhaften Bezüge die Dinge in der Welt haben und wie diese zu verstehen sind: Das Sein der Dinge und des Daseins wird auf seinen Sinn hin befragt.
Zur Beantwortung der Frage nach dem Sinn von Sein beginnt Heidegger seine Untersuchung mit dem Dasein, weil es die Frage nach dem Sein stellt. Um diese Frage überhaupt stellen zu können, muss das Dasein über ein bestimmtes Vorverständnis von Sein verfügen – sonst wüsste es nicht einmal, wonach es fragen soll (vergleiche Platons Dialog Menon).
Freilegung der Existenzialien als phänomenologische Analyse des Daseins

Jeder Mensch glaubt ungefähr zu wissen, was Sein bedeutet, und sagt „ich bin“ und: „das da ist“. Das Dasein allein kann darüber staunen, dass es „überhaupt etwas gibt und nicht vielmehr nichts.“ Das Dasein findet sich vor – in Heideggers Worten: Es ist geworfen in das „Da-sein“ – und muss sich zu seinem Sein und zum Sein als Ganzem verhalten. Es hat ein Leben zu führen und ist hierfür notwendigerweise auf sich und die Welt immer schon irgendwie bezogen. Es scheint Heidegger daher von Vorteil, mit seiner Analyse beim Dasein anzusetzen.
Um der Struktur des Daseins und seinem Verhalten auf die Spur zu kommen, analysiert Heidegger das Dasein mit Methoden der Phänomenologie und legt so dessen Existenzialien frei, also das, was Dasein disponiert und in seinem Lebensvollzug bestimmt. Als vorläufiges Ergebnis der Analyse ergibt sich: Das Dasein ist sowohl
- immer „schon in“ einer Welt (Geworfenheit), d. h. faktisch in ein kulturelles Überlieferungsgeschehen eingebunden, als auch
- „sich vorweg“ (Entwurf), indem es diese Welt versteht und Möglichkeiten darin ergreift oder ausschlägt und drittens
- „bei“ allem innerweltlich Seienden (Verfallenheit an die Welt), das heißt bei den Dingen und Menschen, an denen es sich unmittelbar orientiert.

In der Einheit dieser drei Punkte sieht Heidegger das „Sein des Daseins“ – in der typisch heideggerschen Terminologie: „Das Sein des Daseins besagt: Sich-vorweg-schon-sein-in-(der-Welt) als Sein-bei (innerweltlich begegnendem Seienden)“.
Sorge als das Sein des Daseins

Das Sein des Daseins – die existenziale Gesamtstruktur des Daseins – nennt Heidegger abkürzend „Sorge“. „Sorge“ im heideggerschen Sinne ist ein rein ontologisch-existenzialer Titel für die Struktur des Seins des Daseins. Dieser Begriff der Sorge hat also nur oberflächlich etwas mit Alltagsbegriffen wie Besorgnis (Sorge) oder Sorglosigkeit zu tun. Das Dasein ist immer schon in einem umfassenden Sinn in Sorge, indem es sich in der Welt wiederfindet, diese von vornherein verstehend auslegt und dabei von Anfang an auf Dinge und Menschen verwiesen ist.
Heidegger ist sich bewusst, dass die Identifikation der Struktur des Seins des Daseins mit Sorge problematisch ist. So versucht er in § 42 diese existenziale Interpretation vorontologisch zu „bewähren“. Dazu greift er auf eine antike Fabel des Hyginus zurück (Fabulae 220: „Cura cum fluvium transiret …“). Vom heutigen Standpunkt her mag man eine solche Bewährung mindestens verwunderlich finden; es zeigt sich hier aber eine Vorgehensweise Heideggers, die für den späteren Heidegger bezeichnend sein wird. Diese vorontologische Bewährung richtet Heidegger auch gegen Husserls theoretisches Konzept der Intentionalität. Der Terminus Sorge soll dementgegen eine Seinsweise des Menschen beschreiben, die sich eben nicht nur auf das erkennende Anschauen der Welt beschränkt, sondern zunächst im praktischen Umgang mit der Welt steht, der dann auch eine theoretische Erfassung der Welt ausprägen kann.

### Zeitlichkeit
Wird die Bestimmung des Daseins als Sein zum Tode genauer betrachtet, wird deutlich, dass erst die Zeitlichkeit des Daseins es diesem ermöglicht, sich auf den Tod auszurichten. So erweist sich entsprechend der Bestimmung des Daseins als Sorge, nämlich als Sich-vorweg-schon-sein-in-(der-Welt) als Sein-bei (innerweltlich begegnendem Seienden), die Zeitlichkeit für die gesamte Sorgestruktur als grundlegend: Zeitlichkeit ist der Sinn der Sorge. Sie wird durch drei Ekstasen ausgemacht: Gewesenheit, Zukunft und Gegenwart. Heidegger ordnet diese der entsprechenden Bestimmung der Sorge zu:
- Schon-sein-in-der-Welt: Gewesenheit,
- Sein-bei (dem momentan zu Besorgendem): Gegenwart,
- Sich-vorweg-sein (im Entwurf): Zukunft.

An dem Punkt, an dem Heidegger aus ihnen einen allgemeinen Begriff der Zeit herleiten will, bricht das Buch ab.

### Verfallenheit und Eigentlichkeit: DasMan
Mit dem Begriff Man versucht Heidegger, den kulturellen, geschichtlichen und gesellschaftlichen Hintergrund des Daseins zu erfassen. Der Mensch ist als kulturelles Wesen stets auf ein Überlieferungsgeschehen angewiesen und durch dieses bestimmt. Die Summe der kulturellen und gesellschaftlichen Normen und Verhaltensweisen nennt Heidegger „Faktizität“. Von ihr kann niemals abgesehen werden, da sie wesentlich zum Mensch als kulturellem Wesen gehört. Einerseits befähigt erst die Kultur den Menschen, gewisse Dinge zu tun und ermöglicht ihm so seine Freiheit; andererseits kann es aber auch sein, dass er durch die eigene Kultur in Denken und Handeln vorbestimmt wird, ohne dass ihm dies bewusst wird. Das Dasein ist dann den vorgegebenen Verhaltensmustern und Anschauungen ausgeliefert. Diesen Zustand des Ausgeliefertseins nennt Heidegger „uneigentliche Existenz“.
Der Zustand der Uneigentlichkeit ist dabei für Heidegger der durchschnittliche Ausgangszustand des Menschen. So ist das Dasein notwendigerweise durch die kulturellen und öffentlichen Verhaltensangebote bestimmt. Diese nehmen dem Dasein sein eigentliches Sein ab; Dasein steht in der Botmäßigkeit der Anderen. Die Anderen sind hierbei niemand Spezielles, und so lautet die Antwort auf die Frage, wer das Dasein in seiner Alltäglichkeit ist: das Man.

„Wir genießen und vergnügen uns, wie man genießt; wir lesen, sehen und urteilen über Literatur und Kunst, wie man urteilt; wir ziehen uns aber auch vom ‚großen Haufen‘ zurück, wie man sich zurückzieht.“

Das Man wacht über jede sich vordrängende Ausnahme:

„Alles Ursprüngliche ist über Nacht als längst bekannt geglättet. Alles Erkämpfte wird handlich. Jedes Geheimnis verliert seine Kraft. Die Sorge der Durchschnittlichkeit enthüllt wieder eine wesenhafte Tendenz des Daseins, die wir die Einebnung nennen wollen“. (S. 127)

Diese Funktion des Man nennt Heidegger „Öffentlichkeit“. Das Man übernimmt zudem die Verantwortung für das Dasein, denn das Dasein kann sich stets auf es berufen: Das macht man eben so. „Jeder ist der Andere und Keiner er selbst.“
Der uneigentlichen Fremdbestimmung stellt Heidegger das eigentliche Selbstsein als existenzielle (nicht existenziale) Modifikation des Man entgegen.
In der Gegenüberstellung von Jemeinigkeit und Man sucht Heidegger nach der Möglichkeit eines authentischen Lebens, dem eigentlichen Selbst-sein-können. Dazu analysiert er das mögliche eigentliche oder uneigentliche Verhalten des Daseins zu dessen Existenzialien. Als Möglichkeit der eigentlichen Existenz erweist sich
1. die zeitliche Ekstase der Zukunft, auf die hin Dasein sich entschlossen entwirft, d. h. indem es seine Lebensführung an von ihm selbst kritisch geprüften und für erstrebenswert erachteten Interessen ausrichtet.
2. die zeitliche Ekstase der Gewesenheit – Heidegger lehnt sich hier an Ideen Diltheys an. Indem sich das Dasein „seine Helden“ aus der Vergangenheit wählt und deren gewesene Möglichkeit zum eigentlichen Selbst-sein-können nicht einfach nachmacht, sondern beantwortet, bietet sich ihm in der Wiederholung der Möglichkeit die Chance des eigentlichen Selbst-sein-könnens.

Damit eine solche Wende hin zum authentischen Leben stattfindet, bedarf es des „Ruf[es] des Gewissens“. Heidegger beschreibt in diesem Zusammenhang eine Struktur, in der das Gewissen das eigene Dasein dazu „aufruft“, es selbst zu sein. Als Gewissensfunktion lässt sich das deshalb verstehen, weil vom Dasein gefordert wird, dass es sich in seinem Handeln nicht mehr bloß auf das Man beruft, sondern von nun ab selbst Verantwortung für seine Entscheidungen übernimmt.

### Befindlichkeit
Eine wichtige Rolle spielt in „Sein und Zeit“ die Befindlichkeit als vorreflexiver Weltbezug des Daseins. Heidegger sieht nicht nur das Verstehen (oder gar die reine Vernunft) als Zugang zur Welt, sondern betont, dass uns die Dinge in der Welt etwas angehen. Die Befindlichkeit ist somit für die Erschlossenheit von Welt wesentlich. Besondere Bedeutung kommt der Angst als Grundbefindlichkeit zu, denn sie erschließt dem Dasein sein In-der-Welt-sein und bringt es vor dieses. Die Angst lässt die Bezugsganzheit des Um-zu und Um-willen in sich zusammensinken: Die Dinge werden für uns bedeutungslos und wir werden auf uns selbst zurückgeworfen. Die Angst lässt von den Handlungsangeboten der Welt zurücktreten und versetzt uns in ein Moment des reflexiven Selbstbezugs. Daraus kann die Entscheidung erwachsen, die eigene Existenz bewusst in die Hand zu nehmen und ein authentisches Leben zu führen, das sich nicht an die kontingenten Angebote der Öffentlichkeit verliert. Eine solche Seinsweise entspricht der eigentlichen Existenz. Nachdem Heidegger im zweiten Teil von Sein und Zeit dann die Zeitlichkeit des Daseins untersucht hat, kann dieses Phänomen auch in Hinblick auf die Zukunft verstanden werden. Dabei erweist sich der Tod als ein Moment, der das Dasein auch bezüglich seiner zeitlichen Erstreckung in die Eigentlichkeit fügt: Als unhintergehbare letzte Möglichkeit steckt er den Handlungsspielraum ab, der einem gegeben ist.

### Sein zum Tode
Die Bestimmung des Daseins als Sorge, sowie als sich vorweg und schon sein in zeigt, dass der Mensch immer mehr ist als sein bloßer Leib: Er ist eine Person mit einer Vergangenheit und einer Zukunft. Diese gehören zum Dasein, erst mit ihnen ist es ein Ganzes. Begrenzt wird es dabei durch sein Ende, den Tod. Dieser ist jedoch nicht nur ein einmaliges Ereignis am Ende des Daseins, sondern er bestimmt das Dasein auch in seinem Leben, denn er steckt den vor dem Dasein liegenden Entscheidungsraum ab. Innerhalb dieses Entscheidungsraums wählt das Dasein Möglichkeiten. Der Tod eröffnet zugleich und macht dem Dasein seinen Entscheidungsspielraum bewusst: Erst angesichts des Todes erfasst sich das Dasein als Person mit einer Vergangenheit und einer eigenen Zukunft. Der Tod erschließt dies dem Dasein durch seine Charakteristik. Vor dem Tod kann sich keiner vertreten lassen, es ist immer der jemeinige Tod, der einen als Einzelnen gänzlich in Anspruch nimmt: Im Tod geht es nur und ganz um mich.
Was das Wort Tod bedeutet, kann aber nicht durch Nachdenken, sondern allein in der Stimmung der Angst erfahren werden. Durch diese wesentlich erschließende Funktion der Angst weist Heidegger gegenüber der Vernunft auch den Stimmungen welterkennende Funktion zu. Angst als ontologischer Begriff bezeichnet dabei nicht das bloße Angstgefühl oder die Furcht vor irgendeinem dinglichen Etwas. Auch sind Tod und Angst von Heidegger nicht als wertende Begriffe gemeint, sondern durch ihre Funktion bestimmt: Tod und Angst vereinzeln das Dasein und machen ihm die unwiderrufliche Einzigartigkeit jedes seiner Augenblicke klar.
Wegen der Wirkung, die der Tod auf den Lebensvollzug des Daseins hat, bestimmt Heidegger das Dasein als „Sein zum Tode“ – siehe hierzu auch den Einfluss von Kierkegaards Grabrede sowie weiterer christlicher Autoren wie Paulus, Augustinus und Luther. Hierdurch entfernt sich Heidegger noch weiter von einer Auffassung des Menschen als Vorhandenes, denn im Sein zum Tode wird die Zeit von grundlegender Bedeutung für die Bestimmung des Seins des Daseins. Das Vorlaufen zum Tod wird so zum Ausgangspunkt für ein selbstbestimmtes, authentisches und intensives – in Heideggers Worten – „eigentliches“ Leben, das sich nicht von der Verfallenheit an das alltäglich-gesellschaftliche Man bestimmen und leben lässt.

## Heideggers methodischer Zugriff
Hermeneutische Phänomenologie
Heidegger entwickelte im Anschluss an die von seinem Lehrer Husserl entwickelte Phänomenologie einen eigenen Ansatz, den er ab 1922 als phänomenologische Hermeneutik der Faktizität bezeichnete. Auch Heidegger möchte, wie die Phänomenologie, Grundstrukturen des Seins aufdecken – die Phänomene. Husserl hatte im Rahmen einer Bewusstseinsphilosophie alle Phänomene als Bewusstseinsphänomene eingeordnet. Durch eidetische Reduktion sollten aus dem Bewusstseinsstrom durch Selbstbeobachtung Wesenheiten des Bewusstseins herausgelöst werden, von denen aus sich dann schrittweise eine „Philosophie als strenge Wissenschaft“ hätte aufbauen lassen sollen. Heidegger jedoch teilt Husserls Beschränkung auf das Bewusstsein nicht, für ihn kann das menschliche Leben mit seiner ganzen Fülle nicht allein auf Bewusstseinserlebnisse zurückgeführt werden. Auch Heidegger möchte zwar mit der phänomenologischen Methode Grundphänomene freilegen, diese aber sieht er nicht im Bewusstsein allein, sondern sie sollen dem faktischen Leben in seiner vollen Breite und geschichtlichen Gewordenheit entnommen werden.
Das menschliche Leben ist jedoch in seinem Vollzug vornehmlich an sinnhaften Bezügen der Welt orientiert und Heidegger schließt hier an Diltheys Spruch an: „Hinter das Leben kann nicht zurückgegangen werden.“ Das soll meinen, dass es keinen Prozess der „Sinnbildung“, kein Werden zum Sinn gibt, sondern dieser immer schon voraus geht. Sinn kann nicht von „ein bisschen Sinn“ hin zu „ein bisschen mehr“ konstruiert werden oder zunehmen. Ist einmal Sinn da, so kann nicht dahinter zurückgegangen werden. Sinn begleitet alle Erfahrung und geht ihr voraus, gibt es erst einmal grundsätzliche Bezüge in der Welt, so ist sie daher auch schon „als Ganze“ sinnvoll. Will die Philosophie aus dieser sinnvollen Welt Grundphänomene herauslösen, dann kann das offensichtlich nur über ein Verstehen und Interpretieren geschehen. Die Phänomenologie muss demnach mit Diltheys Methode der Hermeneutik kombiniert werden. Diese phänomenologische Hermeneutik soll dann als Gegenstand das faktische Leben haben, oder, wie es in Sein und Zeit heißt, das Dasein analysieren. Dabei geht Heidegger davon aus, dass den „vulgären“ Phänomenen menschlichen Daseins Phänomene zu Grunde liegen, die als Bedingung der Möglichkeit jener vulgären angesehen werden können.
Ontologischer Ansatz 
Die Tatsache, dass die Welt nur als sinnvolle ist, hat außerdem eine ontologische Bedeutung: Da Sinn eine neue Qualität darstellt und somit nicht einfach aus Materie in einem Stufenbau zu konstruieren ist, fallen für Heidegger Sinn und Sein zusammen. Welt und Verstehen sind das gleiche. Die Welt besteht aus sinnhaften Bezügen der Dinge aufeinander und ist nur für den Menschen, der sie versteht. Die Struktur des Verstehens ist dabei so, dass alles Einzelne stets in einen größeren Zusammenhang eingeordnet wird: So wie der Hammer als einzelnes Werkzeug immer nur im Gesamtzusammenhang von anderen Werkzeugen, die dem Hausbau dienen, sinnvoll verstanden werden kann. Da aber nur die Einzeldinge in der Welt begegnen, niemals jedoch die Welt als der zugrundeliegende Bedeutungshintergrund, nennt Heidegger die Welt transzendental, d. h., sie kann niemals sinnlich erfahren werden und ist doch Bedingung der Möglichkeit aller Erfahrung. Sinn ist zudem in seiner Möglichkeit an zwei zeitliche Dimensionen gebunden, nämlich das „aus dem her“ und das „Woraufhin“ etwas verstanden wird. Dieser transzendentale Horizont der Zeitlichkeit erweist sich somit als eine für den Sinn grundlegende Voraussetzung: Sinn muss einerseits stets ein Verständnis vorausgehen, andererseits braucht es eine zukünftige Welt, auf die hin sich das Verstehen ausrichtet.

## Wirkung und Rezeption
Das Buch war in philosophischen Kreisen eine Sensation und machte Heidegger über Nacht berühmt, weil es eine neue Sicht auf den Menschen zu eröffnen schien. Gadamer: „Mit einem Schlag war der Weltruhm da.“ Die Verwendung von Heideggers eigenwilliger Sprache wurde kurzzeitig Mode (überzeichnet als „Heideggerei“). Zur ersten Generation, die sich, teils in kritischer Distanz, Ideen aus „Sein und Zeit“ aneignete und weiterformte, zählten Heideggers damalige Schüler Hans Jonas, Karl Löwith, Herbert Marcuse und Hannah Arendt.
Gadamer und die Hermeneutik
Wirkungsgeschichtlich bedeutsam war Heideggers Versuch, die Geschichtswissenschaft neu zu begründen, sowie sein hermeneutischer Ansatz: Dasein hat immer schon ein gewisses Vorverständnis von sich, dem Sein und dem Seienden. Die Welt ist ihm als sinnhafte Totalität gegeben, hinter deren Sinnzusammenhänge nicht zurückgegangen werden kann. Heideggers Schüler, Hans-Georg Gadamer, baute darauf seine Hermeneutik auf. Dabei folgt Gadamer Heidegger in der These von der Geschichtlichkeit allen Verstehens. Gadamer sieht denn auch die Aufgabe der Hermeneutik nicht mehr darin, das Dasein in seiner Alltäglichkeit zu untersuchen, sondern richtet sie auf das Überlieferungsgeschehen aus, bezüglich dessen sich die Frage stellt, wie von uns überhaupt Dokumente verstanden werden können, die in einem gänzlich anderen Verständnishorizont abgefasst wurden. Diese Ideen kommen in Wahrheit und Methode (1960) zu einem gewissen Abschluss. Durch die Wiederbelebung der Hermeneutik als Methode entstand ein Einflussfeld, in dem sowohl noch die werkimmanente Interpretationslehre Emil Staigers in der Literaturwissenschaft als auch die rezeptionsästhetische Methode Paul Ricœurs und das „schwache Denken“ Gianni Vattimos steht.
Arendt
Hannah Arendt entwarf gegen Sein und Zeit ihre politische Philosophie Vita activa oder Vom tätigen Leben (1958/60). Arendt empfand es als Mangel, dass Heideggers „Dezisionismus“ der Entschlossenheit eigentümlich unbestimmt bleibt, was Entscheidungskriterien für ein politisches Engagement angeht. Gegen Heideggers starke Betonung des Todes als ein den Menschen bestimmendes Prinzip entwarf sie eine Philosophie der Gebürtlichkeit (Natalität).
Marcuse
In direktem Anschluss an Sein und Zeit verlängert Herbert Marcuse in seinen frühen Arbeiten den existenzialanalytischen Ansatz in Richtung einer hegelschen Geschichtsphilosophie und der Dialektik bei Marx und Engels, was sich 1931 in Hegels Ontologie und die Theorie der Geschichtlichkeit niederschlägt. Sein späteres Werk Der eindimensionale Mensch (1964) greift Heideggers Konzept der „Uneigentlichkeit und Verfallenheit“ auf, die Marcuse nun in Hinblick auf die sinnlose Konsum-, Güter und Produktionswelt des Spätkapitalismus hin interpretiert. Ihr stellt er die eigentliche Existenz der „großen Weigerung“ entgegen, die mit einem authentischen Engagement einhergeht.
Sartre
Der Existenzialismus, insbesondere Jean-Paul Sartre, sah sich in direkter Nachfolge von Sein und Zeit. Sartre schließt schon im Titel seines Werks Das Sein und das Nichts (1943) an Heidegger an, in dem er die absolute Freiheit jeglichen Handelns aber auch Handelnmüssens herausstellt. Heidegger hat diese „existenzialistische Interpretation“ zwar abgelehnt; dass der Existenzialismus aber grundlegende Thesen aus diesem Buch übernommen hat, kann kaum bezweifelt werden.
Weitere Rezeption
Maurice Merleau-Ponty empfing für seine Phänomenologie der Wahrnehmung (1945) wesentliche Anreize, in die er das Fundament eines Leib-Apriori einarbeitet. Auch Emmanuel Levinas Ethik „des Anderen“ ist noch von Sein und Zeit geprägt, aber derart, dass sie starke Kritik an Heidegger übt.
In der Psychologie entwickelten Ludwig Binswanger und Medard Boss existenzialanalytische Psychologien, mit denen sie sich erhofften, einige der Freud’schen Verfehlungen zu überwinden. In der Psychoanalyse wird Jacques Lacan vom Gedanken der ontologischen Differenz beeinflusst.
In der protestantischen Theologie schloss Rudolf Bultmann an Heideggers Existenzialanalyse an. Da diese nur die allgemeine Struktur des existierenden Daseins freilege, diese „nackte Existenz“ jedoch noch nicht mit konkreten Inhalten gefüllt ist, möchte sie Bultmann mit der entmythologisierten christlichen Botschaft zusammenführen:

„Indem die Existenzphilosophie die Frage nach meiner eigenen Existenz nicht beantwortet, legt sie meine eigene Existenz in meine persönliche Verantwortung, und indem sie das tut, macht sie mich offen für das Wort der Bibel.“

Sein und Zeit hatte außerdem großen Einfluss auf die moderne japanische Philosophie in ihrer international bedeutendsten Ausprägung der Kyōto-Schule. Das Buch wurde bis heute sechsmal ins Japanische übersetzt, was nicht einmal für Kants Kritik der reinen Vernunft gilt.
Heidegger wirkte auch auf den Strukturalismus, Poststrukturalismus sowie auf Dekonstruktion und Postmoderne. Michel Foucaults Diskursanalyse findet über Heideggers späteres Konzept der Seinsgeschichte Anschluss, für Jacques Derrida wird der Begriff der Differenz (in Form der Différance) prägend.
Analytisch ausgebildete Philosophen wie Hubert Dreyfus in den USA greifen vor allem Heideggers pragmatistische Ansätze auf, aber auch seine Analyse der Welt als eines Verständnishorizonts (beispielsweise im Zusammenhang mit Zeug, die „Zeugganzheit“), die sie rein intentionalistischen Ansätzen entgegenstellen. So hat etwa auch John Searle erst nach einem Hinweis von Dreyfus auf Heidegger sein Intentionalitäts-Konzept um einen Verständnishorizont erweitert.

## Kritik

### Allgemeine und methodologische Kritik
Sprache und Verständlichkeit

Verschiedene Kritiker machen Heidegger die schlechte Verständlichkeit des Werks zum Vorwurf. Einige Kritiker – so etwa der Philosoph und Soziologe Hans Albert – sind der Ansicht, das Werk sage im Ganzen recht wenig, jedenfalls wenig Neues, und verschleiere dies mit vielen Worten. Der erste Kritiker der Sprache Heideggers war Walter Benjamin, der schon 1914 den Gebrauch von Neologismen in der Philosophie abgelehnt hatte. Adorno kritisierte später, aber daran anschließend, den Jargon der Eigentlichkeit, wie er Heideggers Stil nannte. Begriffe der Umgangssprache würden hier suggestiv umgedeutet, um eine bestimmte Art des Denkens zu popularisieren, so zum Beispiel die Verwendung des Begriffs der Sorge.
Fehlen einer expliziten Ethik und Benutzung implizit wertender Begriffe

Gegenstand dauernder Auseinandersetzung ist die Frage, ob sich in der frühen Philosophie Heideggers, deren Hauptstück Sein und Zeit ist, Tendenzen zeigen, die in Zusammenhang mit seinem späteren Engagement für den Nationalsozialismus stehen. (Siehe Heidegger und der Nationalsozialismus.) Auffällig ist hier zunächst das Fehlen jeglicher Ethik in dem Buch. Auf den zweiten Blick ist jedoch bemerkbar, dass eine Reihe von Passagen sich auch gut im Rahmen des Gedankenkreises, der in den 20er-Jahren als Konservative Revolution Einfluss erlangte, lesen lassen. In seinem Zurückgehen auf „Ursprüngliches“, bei dem er oft Metaphern aus dem bäuerlichen Leben benutzt, sei Heideggers Konservatismus erkennbar. Zwar betont Heidegger immer wieder, dass seine Sätze und Begriffe nicht wertend gemeint seien; aber es fällt leicht, Teile des Werks – Passagen gegen die Verfallenheit an das Man, gegen das Gerede des Alltäglichen und die Aufrufe zur Eigentlichkeit im Gegensatz zum „uneigentlichen“ Alltag – auch politisch und im Kontext der Kritik an der Moderne, der Anonymität in der Massengesellschaft und an der liberalen Demokratie zu lesen.
Die von Johannes Fritsche, Emmanuel Faye, François Rastier und anderen verfolgte Deutungskonzeption, der zufolge Sein und Zeit ein nazistischer Kassiber sei oder protonazistische und antisemitische Begriffe ontologisiere, wurde jedoch von Thomas Sheehan scharf als „offenkundig falsche Behauptung“ („patently false claim“) und als „chaotische Mardi-Gras-Parade“ („shambolic Mardi Gras parade“) zurückgewiesen und von Kaveh Nassirin als „exegetische Ergriffenheit“ und „retrospektive Epochenverschleppung“ verworfen, denn explizite NS-Begriffe oder nazistische Konzeptionen seien in dem Werk gar nicht enthalten.
Verwendung traditionell negativ besetzter Begriffe

Weitere Kritik richtete sich gegen Heideggers Vorliebe für im klassischen Sinn negativ besetzte Begriffe wie Tod, Sorge und Angst. Im ganzen Buch kommen Bereiche wie Liebe, Lust oder Freude so gut wie nicht vor. Kritiker nannten Heideggers Ansatz polemisch eine „Todesphilosophie“.
Kritik Husserls

Auch Husserl begegnete dem Werk von Anfang an mit einer gewissen Skepsis. Er sah darin eine „anthropologische Regionalontologie“ und vermisste die Linientreue zu seiner Methode, „zu den Sachen selbst“ zurückzukommen. Später kritisierte auch er die zentrale Rolle, die der Tod bei Heidegger spiele. Husserl hielt Heideggers Denkansatz für inkompatibel mit der phänomenologischen Methode; insbesondere seine Phänomenologie der Lebenswelt unterscheidet sich erheblich von Heideggers Konzept des In-der-Welt-seins, sie ist konkreter und leiblicher, auch soziologischer im Bemühen, die „Klippe des Solipsismus“ (Sartre) zu umschiffen – während Heidegger aufs vereinzelt Geistige, „Wesentliche“ abhebt. Maurice Merleau-Ponty folgte in dieser Hinsicht dem husserlschen Modell. Sartre pendelt zwischen beiden.
Heideggers eigene Abkehr von Sein und Zeit
- Siehe Kehre

Heidegger selbst wandte sich Mitte der 30er-Jahre mit der Kehre von seiner bisherigen Philosophie ab. Zwar war die Seinsfrage weiterhin sein größtes und einziges Interesse, er hielt aber den Zugang über das Dasein, den er in Sein und Zeit gewählt hatte, für verfehlt. Einschlägig wird diese Abkehr im Brief über den »Humanismus«, den Heidegger 1946 an Jean Beaufret schreibt und in dem er die Interpretation der Sorge umdeutet: Dasein zeichnet sich nun durch eine „Sorge für das Sein“ aus. Man kann sagen, dass Heidegger sein eigenes Programm für zu anthropozentrisch hielt, hatte er doch versucht, das gesamte Seinsverständnis des Daseins durch die Sorge zu erklären. Heideggers „Denk-Weg“ lässt sich daher als Selbstkritik auffassen. Andererseits konnte man ihn noch im hohen Alter vor seiner Hütte in Todtnauberg antreffen, Sein und Zeit lesend – weil dies doch etwas „Vernünftiges“ sei.
Kritik am Wahrheitsbegriff
- Siehe Kritik am Wahrheitsbegriff Heideggers

Ernst Tugendhat hat sich ausführlich dem Unterschied zwischen Husserls und Heideggers Wahrheitsbegriff gewidmet und kritisiert an Heidegger, dass dieser das Wahrheitsgeschehen schon auf der Ebene der Erschlossenheit ansetzt, statt einen Abgleich der Sache mit sich selbst zu fordern.
Kritik am Grundkonzept von Sein und Zeit

Ernst Tugendhat kritisiert zudem Heideggers Grundkonzept von Sein und Zeit, nämlich den Sinn von Sein aus der Zeit zu verstehen, als nicht genügend begründet. In diesem Zusammenhang wirft er Martin Heidegger etwa vor, dass dieser „nirgends klar gesagt [hat], worin der Unterschied zwischen Sein im Sinn von Zuhandenheit und Sein im Sinn von Vorhandenheit bestehen soll, und es bleibt auch unklar, wieso ein Mensch, weil er diese Eigentümlichkeit der Existenz hat […] nicht gleichwohl ein Vorhandenes ist. Heidegger hat keine Kriterien dafür angegeben, wie man verschiedene Seinsmodi unterscheiden könne. Und auch die Idee, man müsse die Erschlossenheit und so auch das Sein von einem Modus aus einem anderen ableiten, das eine sei ‚ursprünglicher‛ als das andere und das theoretische Bewusstsein der Vorhandenheit müsse aus dem praktischen des Bezugs des Daseins zu sich selbst abgeleitet werden, sind einfach Vormeinungen von Heidegger, die er nicht begründet hat.“
Andreas Graeser kritisiert in seiner Studie zu Sein und Zeit Heideggers zentrale Thesen. Wie Tugendhat weist er unter anderem darauf hin, dass Heidegger „Sein“ sowohl zur Bezeichnung des sprachlichen Ausdrucks Sein als auch zur Bezeichnung dessen, was damit gemeint ist, verwendet, so dass unklar ist, was Heidegger mit dem „Sinn“ der Seinsfrage meint. Graeser gelangt schließlich zu folgendem Urteil: „Heideggers Thesen sind in den wenigsten Fällen gut begründet. Dieser Mangel macht sie in vielen Fällen buchstäblich wertlos. Das ist umso bedauerlicher, als manche Thesen innere Überzeugungskraft haben und durchaus wahr sein könnten.“

### Kritik einzelner Aspekte
Widerspruch von Jemeinigkeit und Man

Heideggers Versuch, in Sein und Zeit die Bedingungen und Möglichkeiten für ein authentisches, also eigentliches Leben herauszuarbeiten, führt zu einem starken Gegensatz von Jemeinigkeit (Individuum) und Man (Gemeinschaft). Die Unüberbrückbarkeit dieser beiden führt dazu, dass sich das Dasein als Entschlossenes gegen die Verfallenheit an das Man wehren muss. Hier lassen sich Hans Ebeling zufolge antisoziale Tendenzen ausmachen, da durch den schroffen Gegensatz eine Fundierung des Daseins im Mitsein gar nicht mehr möglich ist. Es gibt hingegen auch Lesarten, die Heideggers Überlegungen im Sinne eines Vorschlags zur Differenzierung von positiv-entlastender und negativ-entfremdender Funktion des Man zu Verstehen. Heidegger selbst hat sich später gegen eine Interpretation der Jemeinigkeit als Gegensatz von Ich und Wir gestellt. Die Jemeinigkeit sei keines der beiden.
Eine weitere Kritik an der heideggerischen Konzeption des Man wurde von Murat Ates formuliert, nach der die Anonymität des Man als Niemand nicht bedeuten könne, dass die sozialen Unterschiede, Bevorzugungen und Machtverhältnisse nivelliert werden könnten. „Offensichtlich profitiert man vom Man auf unterschiedliche Weise, gibt es innerhalb der Herrschaft des Man weitere Untermodi, die wiederum in einer hierarchischen Ordnung stehen. Es gibt schlichtweg vom Man Privilegierte.“ Ausschlaggebend sei dabei die Repräsentation, inwieweit das Man vom jeweiligen Einzelnen vertreten werden kann, bzw. umgekehrt, inwieweit man selbst durch den alltäglichen Durchschnitt repräsentiert wird. Dabei erscheint die Möglichkeit, in einem sozialen Durchschnitt untertauchen und so anonym sein zu können, selbst als ein Privileg, das innerhalb der Herrschaft des Man nicht jeder und jedem zusteht.
Nivellierung der Gegenwart

Nach Otto Pöggeler führt die hohe Bedeutung, die Heidegger den Zeitachsen der Zukunft und Gewesenheit für das eigentliche Selbst-sein-können zuspricht, zu einer Nivellierung der Gegenwart. Die reichen Ausdifferenzierungen der Zukunft durch Existenz, Entwurf, Vorlaufen zum Tod, Entschlossenheit und die der Gewesenheit durch Faktizität, Geworfenheit, Schuld, Wiederholung stehen der Gegenwart, die in ihrer Bestimmung leer bleibt, entgegen. Die Gegenwart wird somit gleichsam „verschlungen“ von der „gewesenen Zukunft“.
Fehlende Theorie über die soziale Verfassung des Menschen

In dem der Weltlichkeit der Welt gewidmeten Kapitel zeigt sich die Welt vor allem als eine Welt der nützlichen Dinge für das einzelne Dasein. Andere Menschen begegnen dem einzelnen Dasein nur vermittels dieser Dinge (z. B. durch das Boot des Anderen am Ufer). So wird kritisiert, dass die Welt in Sein und Zeit keine öffentliche Welt des gemeinsamen Seins der Menschen sei und es an einer Theorie fehle, die den Zugang zum anderen plausibel erkläre. Dem steht entgegen, dass sich in Heideggers Bestimmung des Wers des Daseins als Man durchaus eine kultursoziologische These findet, die anzeigt, dass der Mensch wesentlich durch einen kulturellen Traditionsbestand und gesellschaftlich-soziale Vorgaben bis in seine intimsten Regungen hinein – sein Wer – bestimmt ist.
Überbewertung des praktischen Weltbezugs

In seinem Bestreben, den Vorrang des praktischen Weltbezugs vor dem theoretischen zu betonen, überzeichnet Heidegger in Sein und Zeit seine Auffassung sogar dahingehend, dass auch die Natur (Wälder, Flüsse, Berge) nur unter Nützlichkeitserwägungen erscheint (Forst, Wasserkraft, Steinbruch). Heidegger wird diese Sichtweise in seiner späteren Technikkritik selbst zurückweisen.
Widerspruch zwischen transzendentaler und faktischer Welt

Zwischen der durch das Dasein konstituierten, in seinem Um-willen mündenden „Bewandtnisganzheit“ und der, in der Stimmung der Unheimlichkeit entdeckten, Bedeutungslosigkeit der Bewandtnisganzheit lässt sich ein Widerspruch ausmachen. Die Unheimlichkeit gründet in der für das Dasein nicht verfügbaren Faktizität der Welt, während Heidegger andererseits behauptet, die Weltlichkeit der Welt sei als transzendentale im Dasein fundiert.
Todesanalyse und eigentliches Selbstsein

Heideggers Verbindung von Tod und Eigentlichkeit lässt sich auch andersherum lesen. Ist bei Heidegger davon die Rede, dass erst angesichts des Todes das Dasein sich selbst ergreift, was Entschlossenheit nach sich zieht, so wäre hingegen mit Byung-Chul Han eine Erfahrung des Todes denkbar, die nicht einen gesteigerten Selbstbezug, sondern Gelassenheit nach sich zöge. Günter Figal hat eine Lesart vorgelegt, nach der Heidegger das Phänomen des Todes im Grunde nicht bräuchte, um zu einem freien und eigentlichen Selbst- und Weltverhältnis zu kommen. Das Sein zum Tode ist für Figal daher überflüssig, da wir zur Beurteilung von uns angehenden Möglichkeiten nicht notwendig den Tod in unsere Überlegungen mit einbeziehen müssen.
Nichtbeachtung der Leiblichkeit des Daseins

Heidegger klammert in seiner Untersuchung die Leiblichkeit des Daseins weitgehend aus. Dass dies zu Einseitigkeiten führt, zeigt sich zum Beispiel an seiner Analyse der Gestimmtheit, für die er die Gewesenheit als Grund bestimmt: „Es gilt […], den Nachweis zu führen, dass die Stimmungen in dem, was sie sind und wie sie existenziell ‚bedeuten‘, nicht möglich sind, es sei denn auf dem Grunde der Zeitlichkeit.“ Hier könnte man kritisch einhaken und fragen, ob nicht auch die leiblich gegenwärtige Verfassung des Daseins und mit ihr etwas Nichtzeitliches einen Einfluss auf Stimmungen hat. Ein erster Kritiker war diesbezüglich Helmuth Plessner. Auch Heideggers Rückbindung des Raums an die Zeitlichkeit in § 70 – die er später in Zeit und Sein selbst als unhaltbar bezeichnen wird – ist nur deshalb möglich, weil er die Leiblichkeit des Daseins übergeht. Heideggers Raum ist ein Entwurfs- und Handlungsraum, der zwar Zeitlichkeit braucht, wobei jedoch übersehen wird, dass die leiblich-sinnliche Orientierung im Raum der handelnden vorausgeht. Schon 1929 bezog sich Heidegger aber während der Davoser Disputation mit Ernst Cassirer, der in seinen Davoser Vorlesungen zu Heidegger das „Raumproblem, Sprachproblem und Todesproblem“ behandelt hatte, auf das Dasein des Menschen, der „in einem Leib gefesselt ist“ und referierte auf die Beziehung zwischen dem Körper und dem Seienden.
Kritik am Begriff der Angst

Der Philosoph Reinhardt Grossmann kritisiert den an Søren Kierkegaard orientierten Versuch Heideggers, den Begriff der Angst „sowohl mit Nichts als auch mit dem In-der-Welt-sein zu verbinden“. So sei „die Angst keine Stimmung, … sondern eine Emotion.“ Des Weiteren die Unbestimmbarkeit des Objekts der Angst – im Vergleich zur Furcht – ein Missverständnis, da die „Angst ein ganz gewöhnliches, wenn auch verdrängtes, Objekt hat.“

## Hinweise zur Lektüre

Als Hilfe zur Lektüre: Die Darstellung zeigt den Zusammenhang zwischen den Hauptbegriffen in Sein und Zeit. (PDF)

Heideggers Sprache ist gewöhnungsbedürftig. Er benutzt altertümliche Satzkonstruktionen, viele Neologismen und Bindestrich-Worte (etwa In-der-Welt-sein, Zeugganzes …). Dies entspringt seinem Vorhaben, sich von der bisherigen Philosophie zu lösen und Worte neu zu gebrauchen, um ausgetretene Denkpfade zu verlassen. Hinzu kommt, dass Heidegger viele Wörter verwendet, die zwar aus der Alltagssprache bekannt sind, mit ihnen aber etwas ganz anderes meint (etwa Sorge, Angst).
Ferner ist zu bedenken, dass in den 1920er Jahren der Expressionismus blühte und sich eine Rhetorik entwickelte, die inzwischen oftmals komisch bis idiosynkratisch und über die Maßen pathetisch wirken kann. Das hat auch auf die philosophische Prosa ausgestrahlt. Daher ist es in der Regel erforderlich, sich in die philosophische Sprache Heideggers, die die gewöhnliche Sprache strapaziert, einzulesen. Sprachliche Ähnlichkeiten existieren etwa zu den Dichtungen von Stefan George, Rainer Maria Rilke und Georg Trakl.
Die Sprache Heideggers ist jedoch nicht so unverständlich, wie sie auf den ersten Blick erscheinen mag. Ohne Frage besitzt sie eine starke suggestive Wirkung. Wenn man Heideggers Sprache zunächst dem Wortsinn nach zu verstehen sucht, wird deutlich, dass Heidegger sehr kleinschrittig und genau vorgeht. Dieses dem hohen Eigenanspruch an die Bedeutung seines Werkes geschuldete Verfahren vermittelt bisweilen den Eindruck der Aufgeblasenheit.
Zum untrennbaren Kontext von Sein und Zeit gehört die Philosophie der Phänomenologie. Heidegger entwickelte seinen Ansatz im Durchgang durch die Phänomenologie Husserls. Allerdings sind die Unterschiede, wie oben beschrieben, gravierend. Heidegger selbst sah in Karl Jaspers einen Geistesverwandten und verweist in Sein und Zeit auch auf ihn.
Als Ergänzung zur Einleitung gilt Heideggers frühe Schrift Anzeige der hermeneutischen Situation von 1922, in der die Richtung der Untersuchung von Sein und Zeit vorweggenommen wird und einige spätere Gedanken, teilweise noch mit anderem Vokabular, dargelegt werden.

## Ausgaben
- Martin Heidegger: Sein und Zeit. 11. Auflage. Niemeyer, Tübingen 1967, ISBN 3-484-70109-9 (PDF 2,6MB)
- Martin Heidegger: Sein und Zeit. 12. Auflage. Niemeyer, Tübingen 1972, ISBN 3-484-70109-9
- Martin Heidegger: Sein und Zeit. 19. Auflage. Niemeyer, Tübingen 2006, ISBN 3-484-70153-6 (frühere Auflage auch unter ISBN 3-484-70122-6).
- Martin Heidegger: Sein und Zeit. Hrsg. von Friedrich-Wilhelm von Herrmann. Vittorio Klostermann, Frankfurt am Main 1977 (Heidegger-Gesamtausgabe, Bd. 2, Abt. 1, veröffentlichte Schriften 1914–1970).

Die Ausgabe im Niemeyer-Verlag ist seitengleich mit Band 2 der Heidegger-Gesamtausgabe aus dem Verlag Vittorio Klostermann. SZ ist als Sigle für Sein und Zeit gebräuchlich.
Die ersten Auflagen von Sein und Zeit enthielten eine Widmung Heideggers an Edmund Husserl, der jüdischer Abstammung war. In der fünften Auflage von 1941 fehlte diese Widmung. Heidegger zufolge wurde sie auf Druck des Verlegers Max Niemeyer entfernt. In allen Auflagen nach der Zeit des Nationalsozialismus ist die Widmung wieder enthalten.
Nach Angaben des Religionsphilosophen Jacob Taubes bot der Suhrkamp-Verlag Heidegger eine ungewöhnlich hohe Summe an, um Sein und Zeit als Taschenbuch in der Reihe Theorie herausbringen zu können. Heidegger lehnte das Angebot jedoch ab. Das Buch ist bisher nicht als Taschenbuch erschienen.

### Lektürehilfen und Kommentare
- Günter Figal: Martin Heidegger. Phänomenologie der Freiheit. 3. Auflage. Athenäum Verlag, Frankfurt am Main 2000.
- Günter Figal: Martin Heidegger zur Einführung. 8., erweiterte Auflage. Junius Verlag, Hamburg 2020.
- Andreas Luckner: Martin Heidegger: Sein und Zeit. Ein einführender Kommentar. 2. korrigierte Auflage. UTB, Stuttgart 2001.
- Thomas Rentsch (Hrsg.): Sein und Zeit. 2. bearbeitete Auflage. Akademie Verlag, Berlin 2007 (Klassiker Auslegen).
- Thomas Rentsch: Sein und Zeit: Fundamentalontologie als Hermeneutik der Endlichkeit. In: Dieter Thomä (Hrsg.): Heidegger-Handbuch: Leben – Werk – Wirkung. Metzler, Stuttgart/ Weimar 2003, S. 51–80.
- Erasmus Schöfer: Die Sprache Heideggers. Verlag Günther Neske, Pfullingen 1962.
- Michael Steinmann: Martin Heideggers „Sein und Zeit“. WBG, Darmstadt 2010.
- Ernst Tugendhat: Der Wahrheitsbegriff bei Husserl und Heidegger. De Gruyter, Berlin 1967.

Hilfreich zur intensiven Textarbeit
- Hildegard Feick, Susanne Ziegler: Index zu Heideggers „Sein und Zeit“. 4. neubearbeitete Auflage. Niemeyer, Tübingen 1991, ISBN 3-484-70014-9.
- Rainer A. Bast, Heinrich P. Delfosse: Handbuch zum Textstudium von Martin Heideggers „Sein und Zeit“. frommann-holzboog, Stuttgart-Bad Cannstatt 1980, ISBN 3-7728-0741-0.

Kommentar und Interpretation des Heidegger-Schülers Friedrich-Wilhelm von Herrmann in enger Anlehnung
- Friedrich-Wilhelm von Herrmann: Hermeneutische Phänomenologie des Daseins.
  - Band I "Einleitung: die Exposition der Frage nach dem Sinn von Sein". Klostermann, Frankfurt am Main 1987, ISBN 978-3-465-01739-4.
  - Band II "Erster Abschnitt: Die vorbereitende Fundamentalanalyse des Daseins" § 9 - § 27. Klostermann, Frankfurt am Main 2005, ISBN 978-3-465-01740-0.
  - Band III "Erster Abschnitt: Die vorbereitende Fundamentalanalyse des Daseins" § 28 - § 44. Klostermann, Frankfurt am Main 2008, ISBN 978-3-465-01742-4.
- Friedrich-Wilhelm von Herrmann: Subjekt und Dasein: Grundbegriffe von „Sein und Zeit“. 3. erw. Auflage. Klostermann, Frankfurt am Main 2004.
- Friedrich-Wilhelm von Herrmann: Der Begriff der Phänomenologie bei Heidegger und Husserl. Klostermann, Frankfurt am Main 1981.

Im Rahmen der Phänomenologie
- Andreas Becke: Der Weg der Phänomenologie: Husserl, Heidegger, Rombach. Verlag Dr. Kovac, Hamburg 1999, ISBN 3-86064-900-0.
- Bernhard Waldenfels: Einführung in die Phänomenologie. Fink, München 1992.
- Karl-Heinz Lembeck: Einführung in die phänomenologische Philosophie. Wissenschaftliche Buchgesellschaft, Darmstadt 1994.
- Tobias Keiling: Seinsgeschichte und phänomenologischer Realismus. Eine Interpretation der Spätphilosophie Heideggers. Mohr Siebeck, Tübingen 2015, ISBN 3-16-153466-2.

### Zeitgeschichtlicher Hintergrund
- Rüdiger Safranski: Ein Meister aus Deutschland. Heidegger und seine Zeit. Fischer, Frankfurt am Main 2001 (weitgehend biographisch, nicht systematisch).
- Hans Ulrich Gumbrecht: 1926. Ein Jahr am Rand der Zeit. Suhrkamp, Frankfurt am Main 2003 (zur Kontextualisierung in der Konservativen Revolution).

### Kritische Auseinandersetzung
- Hans Albert: Kritik der reinen Hermeneutik. Mohr, Tübingen 1994.
- Theodor W. Adorno: Negative Dialektik/Jargon der Eigentlichkeit. Suhrkamp, Frankfurt am Main 2003, ISBN 3-518-29306-0 (Gesammelte Schriften, Bd. 6).
- Martin Blumentritt: "Kein Sein ohne Seiendes" – Die Heideggerkritik Adornos als Zentrum Negativer Dialektik. Philosophische Gespräche" Heft 48. Helle Panke – Rosa-Luxemburg-Stiftung Berlin. Berlin, 2017, 48 S.